# Раєво Село
Раєво Село (хорв. Rajevo Selo) — населений пункт у Хорватії, у Вуковарсько-Сремській жупанії у складі громади Дреновці.

## Населення
Населення за даними перепису 2011 року становило 987 осіб.
Динаміка чисельності населення поселення:

## Клімат
Середня річна температура становить 11,26 °C, середня максимальна – 25,72 °C, а середня мінімальна – -5,70 °C. Середня річна кількість опадів – 745 мм.
| Клімат поселення                              | Клімат поселення | Клімат поселення | Клімат поселення | Клімат поселення | Клімат поселення | Клімат поселення | Клімат поселення | Клімат поселення | Клімат поселення | Клімат поселення | Клімат поселення | Клімат поселення | Клімат поселення |
| Показник                                      | Січ.             | Лют.             | Бер.             | Квіт.            | Трав.            | Черв.            | Лип.             | Серп.            | Вер.             | Жовт.            | Лист.            | Груд.            |                  |
| Середній максимум, °C                         | 6,46             | 8,38             | 12,97            | 17,56            | 22,62            | 25,72            | 25,60            | 25,09            | 21,00            | 15,70            | 9,83             | 5,92             |                  |
| Середня температура, °C                       | 0,39             | 2,30             | 6,90             | 11,50            | 16,56            | 19,64            | 21,40            | 20,82            | 16,80            | 11,50            | 5,60             | 1,70             |                  |
| Середній мінімум, °C                          | −5,7             | −3,77            | 0,82             | 5,41             | 10,49            | 13,58            | 17,18            | 16,60            | 12,59            | 7,26             | 1,40             | −2,5             |                  |
| Норма опадів, мм                              | 48               | 44               | 47               | 58               | 67               | 96               | 75               | 66               | 56               | 62               | 68               | 58               |                  |
| Середньомісячна швидкість вітру, м/с          | 1.80             | 2.02             | 2.40             | 2.30             | 2.10             | 1.90             | 1.90             | 1.74             | 1.70             | 1.77             | 1.80             | 1.82             |                  |
| Середньомісячна сонячна радіація, кДж/м²·день | 4421             | 7163             | 11173            | 15564            | 19334            | 21486            | 22507            | 20607            | 15164            | 9523             | 5046             | 3703             |                  |
| --------------------------------------------- | ---------------- | ---------------- | ---------------- | ---------------- | ---------------- | ---------------- | ---------------- | ---------------- | ---------------- | ---------------- | ---------------- | ---------------- | ---------------- |
| Джерело:                                      |                  |                  |                  |                  |                  |                  |                  |                  |                  |                  |                  |                  |                  |